# Osphryon adustus
Osphryon adustus är en skalbaggsart som beskrevs av Francis Polkinghorne Pascoe 1869. Osphryon adustus ingår i släktet Osphryon och familjen långhorningar. Inga underarter finns listade i Catalogue of Life.